# تئودور کوربان
تئودور کوربان (رومانیایی: Teodor Corban؛ ‏ تلفظ رومانیایی: [teˈodor ˈkorban]؛ زادهٔ ۲۸ آوریل ۱۹۵۷) بازیگر اهل رومانی است. وی از سال ۱۹۸۵ میلادی تاکنون مشغول فعالیت بوده‌است.
از فیلم‌ها یا برنامه‌های تلویزیونی که وی در آن نقش داشته‌است، می‌توان به چهار ماه، سه هفته و دو روز، ۱۲:۰۸ شرق بخارست، آن‌سوی تپه‌ها، مسئله بچه، ۱۲:۰۸ شرق بخارست، پرتره یک مبارز در جوانی و آفریم! اشاره کرد.